# Organización territorial de Sri Lanka

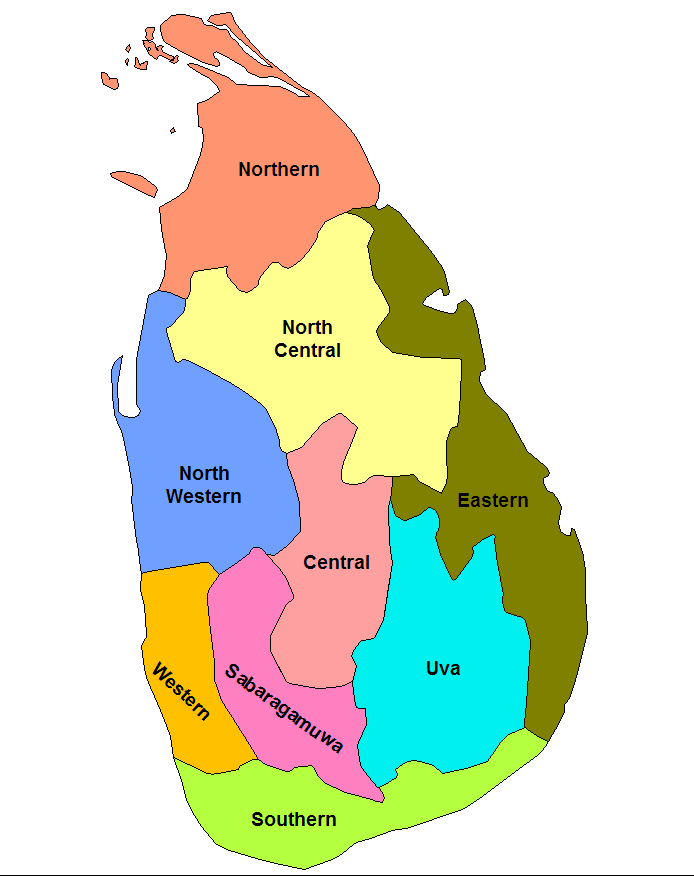
Provincias de Sri Lanka.

Sri Lanka se divide administrativamente en nueve provincias y veinticinco distritos: 
| Provincia         | Capital                   | Distritos    | Cap. Distrito |
| Central           | Kandy                     | Kandy        | Kandy         |
| Central           | Kandy                     | Matale       | Matale        |
| Central           | Kandy                     | Nuwara Eliya | Nuwara Eliya  |
| Este              | Trincomalee               | Trincomalee  | Trincomalee   |
| Este              | Trincomalee               | Ampara       | Ampara        |
| Este              | Trincomalee               | Batticaloa   | Batticaloa    |
| Central del Norte | Anuradhapura              | Anuradhapura | Anuradhapura  |
| Central del Norte | Anuradhapura              | Polonnaruwa  | Polonnaruwa   |
| Noroeste          | Kurunegala                | Kurunegala   | Kurunegala    |
| Noroeste          | Kurunegala                | Puttalam     | Puttalam      |
| Norte             | Jaffna                    | Jaffna       | Jaffna        |
| Norte             | Jaffna                    | Kilinochchi  | Kilinochchi   |
| Norte             | Jaffna                    | Mannar       | Mannar        |
| Norte             | Jaffna                    | Mullaitivu   | Mullaitivu    |
| Norte             | Jaffna                    | Vavuniya     | Vavuniya      |
| Sabaragamuwa      | Ratnapura                 | Ratnapura    | Ratnapura     |
| Sabaragamuwa      | Ratnapura                 | Kegalle      | Kegalle       |
| Sur               | Galle                     | Galle        | Galle         |
| Sur               | Galle                     | Hambantota   | Hambantota    |
| Sur               | Galle                     | Matara       | Matara        |
| Uva               | Badulla                   | Badulla      | Badulla       |
| Uva               | Badulla                   | Moneragala   | Moneragala    |
| Oeste             | Sri Jayawardenapura Kotte | Colombo      | Colombo       |
| Oeste             | Sri Jayawardenapura Kotte | Gampaha      | Gampaha       |
| Oeste             | Sri Jayawardenapura Kotte | Kalutara     | Kalutara      |